# Paurophylla prominens
Paurophylla prominens är en fjärilsart som beskrevs av George Francis Hampson 1894. Paurophylla prominens ingår i släktet Paurophylla och familjen nattflyn. Inga underarter finns listade i Catalogue of Life.